# 24898 Alanholmes
24898 Alanholmes è un asteroide della fascia principale. Scoperto nel 1997, presenta un'orbita caratterizzata da un semiasse maggiore pari a 2,2591669 UA e da un'eccentricità di 0,1227421, inclinata di 1,92579° rispetto all'eclittica.